# 멜로우 (2020년 영화)
『mellow』（メロウ）는, 2020년 1월 17일 개봉된 일본영화로 "왓 이즈 러브?","좋아해 너를"등의 작품을 선보인 이미이즈미 리키야 감독의 오리지널스토리 영화이다. 주연은 다나카 케이가 맡았다.

## 개요
상가에서 가장 멋진 꽃집 "mellow"와 폐업직전의 라면가게를 무대로,
주변 사람들의 이런저런 사랑이야기를 담아냈지만 절대 어둡지 않게 언제나 아름답게 그리고 즐겁게 이야기를 전개하는 이마이즈미 리키야 감독의 오리지널 스토리

## 출연
- 다나카 케이 : 나츠메 세이이치 역, 마을에서 가장 멋진 꽃집을 운영하는 꽃집주인
- 오카자키 사에 : 후루카와 키호 역, 아버지로부터 물려받은 라면집을 운영하고 있음.
- 시다 사라
- 마츠키 에레나
- 시라토리 타마키
- SUMIRe
- 야마시타 켄지로(三代目 J SOUL BROTHERS from EXILE TRIBE)
- 토모사카 리에
- 코이치 만타로

## 스탭
- 감독 및 각본 : 이마이즈미 리키야
- 음약 : 게리 아시야
- 주제가 : 루리 나미키『꽃이 된다』
- 제작프로덕션 : 도브
- 배급 : 간사이TV, 포니캐넌
- 제작 : 「mellow」제작위원회